# 성준 (조선)
성준(成俊, 1436년~1504년)은 조선 중기의 문신이다. 본관은 창녕이며 자는 시좌(時佐), 시호는 명숙(明肅)이다.
1456년(세조 2) 사마시에 합격, 1459년 식년문과에 병과 1위로 급제하였다.
1469년(예종 1) 세자시강원필선ㆍ사섬시첨정을 거쳐 대사간이 되었다. 1479년(성종 10) 전라도관찰사가 되었고, 1481년 이조참의ㆍ우부승지ㆍ좌부승지를 거쳐, 다음 해 우승지ㆍ형조참판ㆍ동지중추부사를 지냈다. 1484년 한성부우윤ㆍ경기도관찰사가 되고, 이듬해 형조판서로 세자시강원좌빈객을 겸하였다.
1488년 대사헌ㆍ이조판서를 거쳐 우참찬이 되고, 1490년 성절사(聖節使)가 되어 명나라에 다녀왔다.
1491년 영안도절도사로 나아가 북정부원수(北征副元帥)로서 도내에 쳐들어온 야인을 정벌하였다. 1494년(성종 25) 병조판서를 거쳐, 이듬해 우찬성이 되고, 1498년 우의정에 올랐다.1499년 삼수군(三水郡)에 야인들이 침범하자 서정장수(西征將帥)가 되었다.
1500년 좌의정에 올라 영의정 한치형(韓致亨), 우의정 이극균(李克均)과 함께 시폐십조를 주청, 연산군의 난정(亂政)을 바로잡으려 했으나 실패했다. 또 우의정으로 있으면서 연산군을 경계시키기 위해《국조보감》(國朝寶鑑) 읽기를 권하기도 했다. 1503년 영의정에 올라 세자사(世子師)를 겸했으나 갑자사화 때 앞서 성종비 윤씨의 폐위와 사사에 관여한 죄로 직산에 유배되었다가 다시 잡혀와 교살되었다.
중종 때 복관되었다.

## 가족 관계
- 증조부 : 성석인(成石因)
  - 할아버지 : 성엄(成揜)
    - 아버지 : 성순조(成順祖)
    - 어머니 : 전주 이씨 - 동지총제(同知摠制) 이란(李蘭)의 딸 
      - 형님 : 성숙(成俶)
      - 부인 : 이계기의 딸
        - 장남 : 성중온(成仲溫)
          - 손자 : 성건(成健)

        - 차남 : 성경온(成景溫)
          - 손자 : 성초형(成椘珩)
          - 손자 : 성초영(成椘瑛)
          - 손자 : 성초규(成椘珪)
          - 손자 : 성초기(成椘琦)

        - 장녀 : 청주 한씨 사섬시부정(司贍寺副正) 한절(韓岊)에게 출가
          - 외손자 : 한형윤(韓亨允, 1470 ~ 1532)

## 관련 작품

### 드라마
- 《왕과 비》 (KBS 1TV, 1998년~2000년 배우:박영지)
- 《인수대비》 (JTBC, 2011년~2012년 배우:박선웅)